# Селещук Микола Михайлович
Мико́ла Миха́йлович Селещу́к (біл. Мікалай Міхайлавіч Селяшчук; *4 серпня 1947, Великорита, Малоритський район — †25 вересня 1996, Італія) — білоруський художник

## Біографія
Навчавсяу художній школі у Бресті під керівництвом П. А. Данелії, Мігському художньому училищі (1965—1970, вдділення живопису). Після служби в радянській армії, закінчив Білоруський театрально-мистецький інститут (1970—1976, кафедра графіки) у П. К. Любомудрова, Василя Петровича Шаранговича. Член Білоруської спілки художників з 1977 року.
Працював у книжковій та станковій графіці, станковому живописі, живописі та екслібрисі.
Перші роки творчості він присвятив графіці, Микола Селещук створив велику кількість станкових робіт і книжкових ілюстрацій. У 1980-х роках вийшли оформлені ним дитячі книги: збірник народних казок «Дар батьків», окреме видання казки «Прагни більшого», книга віршів Григорія Бородуліна «Індикало-Кудикало». Значною працею Селещука в цьому напрямі було оформлення поеми Якуба Коласа «Симонмузика» (1990). Микола Селещук також оформив книги поезії «Слухаю серце» «Таке коротке літо» Раїси Боровикової, «Пора любові і жалю» Євгенії Яніщиць, «Посміхнися мені» Янки Сіпакова, «Скарб» Змітрока Бядулі та інші.
Особливою рисою художній композицій автора є розгорнута оповідальна алегорія, об'ємна метафора, символіка. Микола Селещук прагнув створення образів-ідей, а його картини, за словами критиків, нагадують театр. Художник використовував елементи сюрреалізму, фантасмагорію та гротеск. Книжкова графіка художника насичена декоративними деталями, фантастичними образами, предметами побуту та одягу.
З 1966 року брав участь у виставках. Наприкінці 1970-х початку 1980-х виставляв твори живопису. У 1987 році у Гродно відбулася персональна виставка. Твори експонувалися у Росії, Литві, Естонії, Азербайджані, Угорщині, Польщі, Болгарії, Чехії, Словаччині, Італії, Канаді, США, Греції, Іспанії, Індонезії, Бельгії, Франції, Шрі-Ланці, Японії, Фінляндії, Німеччині, Великій Британії, Португалії.
Живопис та графіка Миколи Селещука зберігаються у Національному художньому музеї Республіки Білорусь, Музеї сучасного зображувального мистецтва Білорусі, колекції Білоруської спілки художників, Могильовського обласного музею імені П. В. Масленікова, Державній Третьяковській галереї в Москві, Музеї Сучасного мистецтва Єкваторіальної Гвінеї, Галереї Костакі в Афінах (Греція), Галереї Хагельстам у Гельсінкі (Фінляндія), Салоні Світа Капланського в Торонто (Канада), Торгово-промисловому центрі Мінеаполіса (США), у Музеї сучасного російського мистецтва у Нью-Джерсі (США) та інших, а також у приватних колекціях Білорусі, Греції, Франції, Фінляндії, Канади, США, Ізраїлю, Литви, Чехії, Словаччини, Росії, Німеччини.
Микола Селещук був лауреатом Державної премії Республіки Білорусь (1992) за серію графічних робіт «Святі» («Колядки», «Клич весни», «Вербниця»), цикл картин «Моя Білорусь», ілюстрації до книг «Симон-музика» Якуба Коласа і «Казки білоруських письменників». Нагороджений 18 дипломами і преміями республіканських, всесоюзних та міжнародних конкурсів книги. За малюнки до казок білоруських письменників нагороджений золотою медаллю і дипломом б'єнале книжкової ілюстрації в Братиславі (1989).
Помер 25 вересня 1996 року, захлинувшись у хвилях Тірренського моря під час подорожі до Італії.